# Sulajman ibn al-Hasan ibn Machlad
Sulajman ibn al-Hasan ibn Machlad (arab. ‏سليمان بن الحسن بن مخلد‎) – urzędnik kalifatu Abbasydów, trzykrotny wezyr.

## Życiorys
Sulajman ibn al-Hasan ibn Machlad był synem dawnego wezyra, Al-Hasana ibn Machlada al-Dżarraha, który pełnił tę funkcję od sierpnia do września 877 roku i od lipca do sierpnia 878 roku.
Sulajman był wezyrem trzy razy. Najpierw w latach 930–931, drugi raz w 936 roku, a trzeci raz od 940 do 941 roku, gdy panowanie sprawował amir al-umara Bajkam.
Francuski historyk Dominique Sourdel napisał, że Sulajman był "niezwykły, głównie ze względu na swoją nieudolność".